# 神仙通鉴
《神仙通鑑》，清代龍虎山第五十四代傳人張繼宗（1679年—1715年）撰，於清康熙三十九年（1700年）輯成。
書中從太極開闢為始，依序將每個時代出現的神仙事蹟串聯一起，成為一部中國通史的神仙版。蒐錄的神仙總類繁多，甚至包含道教、佛教、儒教，乃至於耶穌誕生（第九章第二節），可以明確見到明朝中後期宗教大融合的影子。